# Kim Källström
Kim Källström (ˈkɪm ˈɕɛlstrœm; Sandviken, 24 agosto 1982) è un ex calciatore svedese, di ruolo centrocampista.

## Biografia
È figlio di Mikael Källström, un ex centrocampista offensivo che tra gli anni '70 e '90 ha giocato con Sandviken, Gefle e Häcken. Anche lo zio paterno, Jonas Källström, è stato un calciatore, tanto da aver collezionato due presenze nella Coppa UEFA 1988-1989 con la maglia del Brage.
Nel 1989 Kim si è trasferito con la famiglia a Partille, nei pressi di Göteborg.

## Caratteristiche tecniche
Nel 2001 è stato inserito nella lista dei migliori giovani calciatori stilata da Don Balón.

## Carriera

### Club

#### I primi anni in Svezia
Kim Källström ha debuttato a 16 anni nella prima squadra del BK Häcken, un'altra delle squadre della città di Göteborg. Nello stesso anno, il 1999, il club ha vinto il girone sud del campionato di seconda serie (che all'epoca era denominato Division 1) ed è stato promosso in Allsvenskan. Al termine della stagione 2001 i gialloneri sono stati retrocessi nonostante gli 8 gol messi a segno da Källström, ma la cessione del giocatore ha permesso di incassare 5 milioni di corone.
Durante la prima stagione al Djurgården, Källström ha potuto vincere sia la Allsvenskan che la Coppa di Svezia, risultando anche il miglior marcatore della squadra con 12 reti nel solo campionato. Il bottino offensivo è stato migliorato nel corso della stagione seguente, con i 14 gol in 24 presenze che hanno permesso al Djurgården di bissare la conquista del titolo nazionale. In quest'occasione si è laureato anche vice capocannoniere del torneo, dietro a Niklas Skoog del Malmö.

#### Rennes
Nella finestra di mercato del gennaio 2004, Källström è stato acquistato dai francesi del Rennes con cui ha giocato due stagioni e mezzo. Il 17 gennaio 2004, alla seconda presenza con i rossoneri, ha realizzato il primo gol in Ligue 1, nel 4-0 casalingo sul Sochaux. Poco più di un mese più tardi, il 21 febbraio, ha segnato la sua prima doppietta francese contro l'Ajaccio. Un'altra doppietta l'ha segnata il 15 maggio in trasferta sul campo dell'AS Monaco (1-4), squadra che di lì a pochi giorni avrebbe giocato la finale della Champions League 2003-2004. Nel corso dell'anno successivo, Källström ha aiutato il Rennes a raggiungere il 4º posto in classifica nella Ligue 1 2004-2005, con la conseguente qualificazione alla Coppa UEFA. La stagione 2005-2006 è stata la sua ultima in rossonero, chiusa con 8 reti in 34 partite, alcune di queste siglate contro squadre importanti come Marsiglia, AS Monaco, Bordeaux, Lione e Paris Saint-Germain.

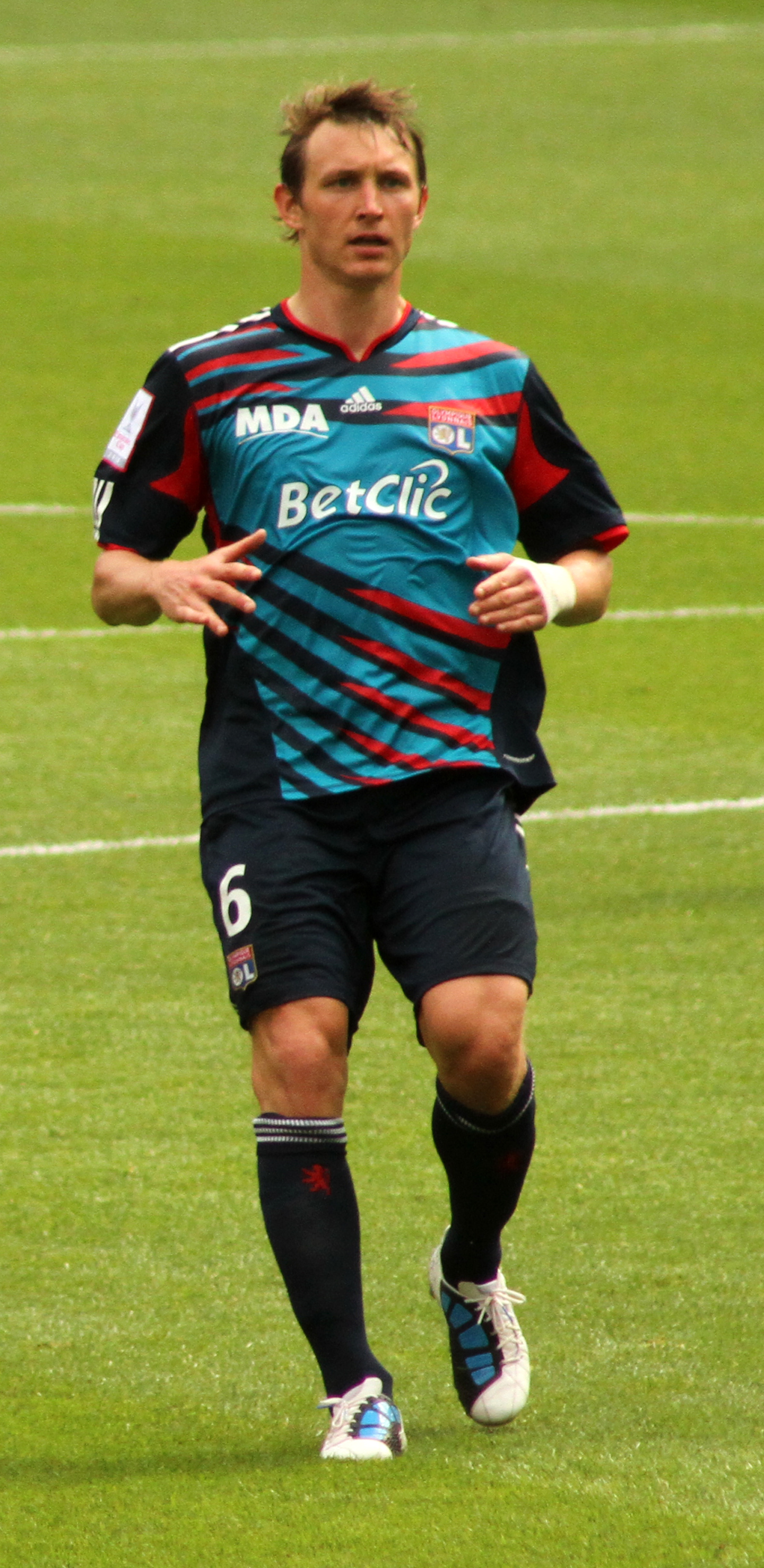
Källström nel 2010 al Lione

#### Olympique Lione
Nel giugno del 2006 il Rennes ha accettato un'offerta di 8 milioni di euro da parte dell'Olympique Lione, squadra reduce dalla vittoria del quinto titolo nazionale consecutivo. Il debutto ufficiale con la maglia dell'OL è avvenuto il 30 luglio 2006, in occasione della Supercoppa di Francia vinta ai rigori contro il Paris Saint-Germain. Cinque giorni dopo Källström ha giocato la prima giornata di campionato, vinta 3-1 sul terreno del Nantes. Il 17 ottobre 2006 ha segnato il suo primo gol in Champions League, nel successo per 3-0 in Ucraina contro la Dinamo Kiev. In Europa la squadra viene eliminata dalla Roma agli ottavi di finale, ma in patria vince il sesto campionato di fila. Nell'estate 2007 il giocatore sembrava vicino ad un passaggio al Valencia, ma l'offerta degli spagnoli sarebbe stata rifiutata. L'esito della stagione 2007-2008 ha ricalcato quello dell'anno precedente: eliminazione agli ottavi di Champions League (questa volta per mano del Manchester United) e nuovo titolo nazionale francese, con l'aggiunta però della Coppa di Francia. Källström ha continuato a giocare nel Lione per altre stagioni, arrivando a giocare le semifinali della Champions League 2009-2010 contro il Bayern Monaco in un'edizione poi vinta dall'Inter (in cui i francesi hanno anche eliminato il Real Madrid agli ottavi).
L'egemonia della squadra in Ligue 1 era invece giunta al termine, visto che la striscia di titoli nazionali si è fermata al settimo, vinto nel 2007-2008. Durante la stagione 2010-2011 Källström è stato schierato all'occorrenza anche come terzino sinistro, oltre al consueto ruolo di centrocampista centrale.

#### Spartak Mosca e il prestito all'Arsenal
Dopo i 6 anni trascorsi al Lione, il 28 luglio 2012 i russi dello Spartak Mosca hanno annunciato di aver acquistato il giocatore svedese per 3 milioni di euro più 600.000 di bonus.
Il 15 settembre 2012 ha giocato la sua prima partita nella Prem'er-Liga russa nel 2-2 contro il Kuban' Krasnodar, mentre la prima marcatura personale è arrivata il 29 settembre nella vittoria per 3-1 sull'Amkar Perm'.
Källström è sceso in campo in tutte e 6 le partite disputate dallo Spartak nella fase a gironi della Champions League 2012-2013, ricevendo però un cartellino rosso nell'ultima sfida persa contro il Celtic.
Il 31 gennaio 2014 Källström è passato agli inglesi dell'Arsenal con la formula del prestito. Il trasferimento è avvenuto nonostante gli esami medici abbiano rivelato un infortunio a una vertebra che avrebbe tenuto lo svedese fuori dai giochi per alcune settimane. Il 25 marzo 2014 è subentrato a Tomáš Rosický contro lo Swansea, collezionando così la prima presenza in Premier League. La sua successiva partita è stata giocata il 12 aprile, quando è entrato nel corso dei tempi supplementari della semifinale di FA Cup contro i detentori del trofeo del Wigan: l'Arsenal ha vinto ai calci di rigore, uno di questi è stato trasformato dallo stesso Källström. Tre giorni più tardi è partito titolare per la prima volta con la maglia dei Gunners, in occasione della vittoria per 3-1 sul West Ham. Sul finire della stagione l'allenatore Arsène Wenger ha annunciato che lo svedese non sarebbe rimasto in rosa una volta terminato il prestito. Källström è rientrato quindi in Russia per giocare un'altra stagione con lo Spartak.

#### Grasshoppers
Il 5 giugno 2015, in scadenza di contratto, si è accordato con il club svizzero del Grasshoppers, con cui ha firmato un triennale, per trasferirsi a partire dal 1º luglio seguente. Il suo unico gol lo segnerà il 29 novembre 2015 nel derby cittadino contro l'FC Zurigo largamente vinto con il punteggio di 5-0. Dopo circa un anno e mezzo, il 31 gennaio 2017 ha ottenuto la rescissione contrattuale, richiesta adducendo motivi personali e malumori per l'andamento della squadra.

#### Il ritorno al Djurgården e il ritiro
A pochi giorni dalla rescissione con gli svizzeri, è stato ufficializzato il suo ritorno al Djurgården, dopo oltre 13 anni passati nei campionati esteri. La squadra, che includeva altri due veterani della Nazionale svedese come Andreas Isaksson e Jonas Olsson, ha chiuso l'Allsvenskan 2017 al 3º posto e si è qualificata così per le coppe europee dopo 10 anni di assenza.
Il 15 dicembre 2017 Källström ha convocato una conferenza stampa per annunciare il proprio ritiro dall'attività agonistica, nonostante avesse ancora un anno di contratto.

### Nazionale
Dopo la trafila nelle selezioni minori, ha esordito in Nazionale maggiore il 1º febbraio 2001 in amichevole contro la Finlandia.
Con la Nazionale svedese ha preso parte a 4 Europei e un Mondiale. A Euro 2004 ha collezionato quattro presenze di cui tre dalla panchina, mentre al campionato del mondo 2006 è stato promosso titolare, mettendo a referto tre presenze dal primo minuto e una subentrando. Ha giocato anche a Euro 2008 e a Euro 2012.
È stato convocato per gli Europei 2016, ma al tempo stesso ha annunciato l'addio alla Nazionale una volta terminata la competizione continentale.
Con 131 presenze è uno dei calciatori più presenti nella storia della Nazionale svedese, e vanta anche 16 goal segnati con essa (il primo di questi contro San Marino nel 2003 e l'ultimo contro i Paesi Bassi nel 2011).

## Statistiche

### Presenze e reti nei club
Statistiche aggiornate al 1º febbraio 2017.
| Stagione             | Squadra              | Campionato           | Campionato | Campionato | Coppe nazionali | Coppe nazionali | Coppe nazionali | Coppe continentali | Coppe continentali | Coppe continentali | Altre coppe | Altre coppe | Altre coppe | Totale | Totale |
| Stagione             | Squadra              | Comp.                | Pres.      | Reti       | Comp.           | Pres.           | Reti            | Comp.              | Pres.              | Reti               | Comp.       | Pres.       | Reti        | Pres.  | Reti   |
| -------------------- | -------------------- | -------------------- | ---------- | ---------- | --------------- | --------------- | --------------- | ------------------ | ------------------ | ------------------ | ----------- | ----------- | ----------- | ------ | ------ |
| 1999                 | Häcken               | S1                   | 22         | 4          | CS              | 2               | 1               | -                  | -                  | -                  | -           | -           | -           | 24     | 5      |
| 2000                 | Häcken               | A                    | 23         | 2          | CS              | 3               | 1               | -                  | -                  | -                  | -           | -           | -           | 26     | 3      |
| 2001                 | Häcken               | A                    | 24         | 8          | CS              | 1               | 0               | -                  | -                  | -                  | -           | -           | -           | 25     | 8      |
| Totale Häcken        | Totale Häcken        | Totale Häcken        | 69         | 14         |                 | 6               | 2               |                    | -                  | -                  |             | -           | -           | 75     | 16     |
| 2002                 | Djurgården           | A                    | 24         | 12         | CS              | 6               | 3               | CU                 | 6                  | 1                  | -           | -           | -           | 36     | 16     |
| 2003                 | Djurgården           | A                    | 24         | 14         | CS              | 3               | 1               | UCL                | 2                  | 0                  | -           | -           | -           | 29     | 15     |
| Totale Djurgården    | Totale Djurgården    | Totale Djurgården    | 48         | 26         |                 | 9               | 4               |                    | 8                  | 1                  |             | -           | -           | 65     | 31     |
| gen.-giu. 2004       | Rennes               | L1                   | 18         | 7          | CF+CdL          | 3+0             | 0               | -                  | -                  | -                  | -           | -           | -           | 21     | 7      |
| 2004-2005            | Rennes               | L1                   | 31         | 5          | CF+CdL          | 1+1             | 0+1             | -                  | -                  | -                  | -           | -           | -           | 34     | 1      |
| 2005-2006            | Rennes               | L1                   | 34         | 8          | CF+CdL          | 5+0             | 1               | CU                 | 4                  | 0                  | -           | -           | -           | 43     | 9      |
| Totale Rennes        | Totale Rennes        | Totale Rennes        | 83         | 20         |                 | 10              | 2               |                    | 4                  | 0                  |             | -           | -           | 97     | 22     |
| 2006-2007            | O. Lione             | L1                   | 33         | 3          | CF+CdL          | 3+4             | 0               | UCL                | 6                  | 1                  | SF          | 1           | 0           | 47     | 4      |
| 2007-2008            | O. Lione             | L1                   | 37         | 5          | CF+CdL          | 6+2             | 0               | UCL                | 8                  | 1                  | SF          | 1           | 0           | 54     | 6      |
| 2008-2009            | O. Lione             | L1                   | 32         | 2          | CF+CdL          | 2+1             | 0               | UCL                | 6                  | 0                  | SF          | 1           | 0           | 42     | 2      |
| 2009-2010            | O. Lione             | L1                   | 32         | 4          | CF+CdL          | 2+0             | 0               | UCL                | 13                 | 1                  | -           | -           | -           | 47     | 5      |
| 2010-2011            | O. Lione             | L1                   | 33         | 3          | CF+CdL          | 2+1             | 0               | UCL                | 6                  | 0                  | -           | -           | -           | 42     | 3      |
| 2011-2012            | O. Lione             | L1                   | 32         | 0          | CF+CdL          | 6+4             | 1+1             | UCL                | 9                  | 0                  | -           | -           | -           | 51     | 2      |
| Totale O. Lione      | Totale O. Lione      | Totale O. Lione      | 199        | 17         |                 | 33              | 2               |                    | 48                 | 3                  |             | 3           | 0           | 283    | 22     |
| 2012-2013            | Spartak Mosca        | PL                   | 20         | 2          | KR              | 1               | 0               | UCL                | 6                  | 0                  | -           | -           | -           | 27     | 2      |
| 2013-gen. 2014       | Spartak Mosca        | PL                   | 10         | 1          | KR              | 1               | 0               | UEL                | 1                  | 0                  | -           | -           | -           | 12     | 1      |
| gen.-giu. 2014       | Arsenal              | PL                   | 3          | 0          | FACup+CdL       | 1+0             | 0               | UCL                | 0                  | 0                  | -           | -           | -           | 4      | 0      |
| 2014-2015            | Spartak Mosca        | PL                   | 28         | 2          | KR              | 0               | 0               | -                  | -                  | -                  | -           | -           | -           | 28     | 2      |
| Totale Spartak Mosca | Totale Spartak Mosca | Totale Spartak Mosca | 58         | 5          |                 | 2               | 0               |                    | 7                  | 0                  |             | -           | -           | 67     | 5      |
| 2015-2016            | Grasshoppers         | SL                   | 33         | 1          | CS              | 2               | 0               | -                  | -                  | -                  | -           | -           | -           | 35     | 1      |
| 2016-2017            | Grasshoppers         | SL                   | 16         | 0          | CS              | 1               | 0               | UEL                | 4                  | 0                  | -           | -           | -           | 21     | 0      |
| Totale Grasshoppers  | Totale Grasshoppers  | Totale Grasshoppers  | 49         | 1          |                 | 3               | 0               |                    | 4                  | 0                  |             | -           | -           | 56     | 1      |
| 2017                 | Djurgården           | A                    | 28         | 3          | CS              | 3               | 0               | -                  | -                  | -                  | -           | -           | -           | 31     | 3      |
| Totale carriera      | Totale carriera      | Totale carriera      | 537        | 86         |                 | 67              | 10              |                    | 71                 | 4                  |             | 3           | 0           | 678    | 100    |

### Cronologia presenze e reti in nazionale
| Cronologia completa delle presenze e delle reti in nazionale ― Svezia | Cronologia completa delle presenze e delle reti in nazionale ― Svezia | Cronologia completa delle presenze e delle reti in nazionale ― Svezia | Cronologia completa delle presenze e delle reti in nazionale ― Svezia | Cronologia completa delle presenze e delle reti in nazionale ― Svezia | Cronologia completa delle presenze e delle reti in nazionale ― Svezia | Cronologia completa delle presenze e delle reti in nazionale ― Svezia | Cronologia completa delle presenze e delle reti in nazionale ― Svezia |
| Data                                                                  | Città                                                                 | In casa                                                               | Risultato                                                             | Ospiti                                                                | Competizione                                                          | Reti                                                                  | Note                                                                  |
| --------------------------------------------------------------------- | --------------------------------------------------------------------- | --------------------------------------------------------------------- | --------------------------------------------------------------------- | --------------------------------------------------------------------- | --------------------------------------------------------------------- | --------------------------------------------------------------------- | --------------------------------------------------------------------- |
| 1-2-2001                                                              | Jönköping                                                             | Svezia                                                                | 0 – 1                                                                 | Finlandia                                                             | Campionato nordico di calcio                                          | -                                                                     |                                                                       |
| 14-2-2001                                                             | Jönköping                                                             | Qatar                                                                 | 0 – 0                                                                 | Svezia                                                                | King's Cup 2001                                                       | -                                                                     | 56’ 70’                                                               |
| 21-8-2002                                                             | Mosca                                                                 | Russia                                                                | 1 – 1                                                                 | Svezia                                                                | Amichevole                                                            | -                                                                     | 76’                                                                   |
| 7-9-2002                                                              | Riga                                                                  | Lettonia                                                              | 0 – 0                                                                 | Svezia                                                                | Qual. Euro 2004                                                       | -                                                                     | 64’                                                                   |
| 12-10-2002                                                            | Solna                                                                 | Svezia                                                                | 1 – 1                                                                 | Ungheria                                                              | Qual. Euro 2004                                                       | -                                                                     | 59’                                                                   |
| 16-10-2002                                                            | Göteborg                                                              | Svezia                                                                | 2 – 3                                                                 | Portogallo                                                            | Amichevole                                                            | -                                                                     | 69’                                                                   |
| 20-11-2002                                                            | Teplice                                                               | Rep. Ceca                                                             | 3 – 3                                                                 | Svezia                                                                | Amichevole                                                            | -                                                                     |                                                                       |
| 12-2-2003                                                             | Radès                                                                 | Tunisia                                                               | 1 – 0                                                                 | Svezia                                                                | Amichevole                                                            | -                                                                     | 70’                                                                   |
| 2-4-2003                                                              | Budapest                                                              | Ungheria                                                              | 1 – 2                                                                 | Svezia                                                                | Qual. Euro 2004                                                       | -                                                                     | 60’ 90+1’                                                             |
| 30-4-2003                                                             | Stoccolma                                                             | Svezia                                                                | 1 – 2                                                                 | Croazia                                                               | Amichevole                                                            | -                                                                     |                                                                       |
| 7-6-2003                                                              | Serravalle                                                            | San Marino                                                            | 0 – 6                                                                 | Svezia                                                                | Qual. Euro 2004                                                       | -                                                                     | 57’                                                                   |
| 20-8-2003                                                             | Norrköping                                                            | Svezia                                                                | 1 – 2                                                                 | Grecia                                                                | Amichevole                                                            | -                                                                     | 46’                                                                   |
| 6-9-2003                                                              | Göteborg                                                              | Svezia                                                                | 5 – 0                                                                 | San Marino                                                            | Qual. Euro 2004                                                       | 1                                                                     |                                                                       |
| 11-10-2003                                                            | Solna                                                                 | Svezia                                                                | 0 – 1                                                                 | Lettonia                                                              | Qual. Euro 2004                                                       | -                                                                     | 63’                                                                   |
| 18-2-2004                                                             | Tirana                                                                | Albania                                                               | 2 – 1                                                                 | Svezia                                                                | Amichevole                                                            | -                                                                     |                                                                       |
| 31-3-2004                                                             | Göteborg                                                              | Svezia                                                                | 1 – 0                                                                 | Inghilterra                                                           | 100º anniversario Federazione Svedese                                 | -                                                                     | 46’                                                                   |
| 28-4-2004                                                             | Coimbra                                                               | Portogallo                                                            | 2 – 2                                                                 | Svezia                                                                | Amichevole                                                            | 1                                                                     | 90’                                                                   |
| 5-6-2004                                                              | Solna                                                                 | Svezia                                                                | 3 – 1                                                                 | Polonia                                                               | Amichevole                                                            | -                                                                     | 64’                                                                   |
| 14-6-2004                                                             | Lisbona                                                               | Svezia                                                                | 5 – 0                                                                 | Bulgaria                                                              | Euro 2004 - 1º turno                                                  | -                                                                     | 77’                                                                   |
| 18-6-2004                                                             | Porto                                                                 | Italia                                                                | 1 – 1                                                                 | Svezia                                                                | Euro 2004 - 1º turno                                                  | -                                                                     | 55’                                                                   |
| 22-6-2004                                                             | Porto                                                                 | Danimarca                                                             | 2 – 2                                                                 | Svezia                                                                | Euro 2004 - 1º turno                                                  | -                                                                     | 62’ 72’                                                               |
| 26-6-2004                                                             | Faro                                                                  | Svezia                                                                | 0 – 0 dts (4 – 5 dtr)                                                 | Paesi Bassi                                                           | Euro 2004 - Quarti di finale                                          | -                                                                     | 81’                                                                   |
| 9-10-2004                                                             | Stoccolma                                                             | Svezia                                                                | 3 – 0                                                                 | Ungheria                                                              | Qual. Mondiali 2006                                                   | -                                                                     | 80’                                                                   |
| 17-11-2004                                                            | Edimburgo                                                             | Scozia                                                                | 1 – 4                                                                 | Svezia                                                                | Amichevole                                                            | -                                                                     |                                                                       |
| 9-2-2005                                                              | Saint-Denis                                                           | Francia                                                               | 1 – 1                                                                 | Svezia                                                                | Amichevole                                                            | -                                                                     | 46’                                                                   |
| 4-6-2005                                                              | Göteborg                                                              | Svezia                                                                | 6 – 0                                                                 | Malta                                                                 | Qual. Mondiali 2006                                                   | -                                                                     | 62’                                                                   |
| 8-6-2005                                                              | Stoccolma                                                             | Svezia                                                                | 2 – 3                                                                 | Norvegia                                                              | Amichevole                                                            | 1                                                                     |                                                                       |
| 17-8-2005                                                             | Göteborg                                                              | Svezia                                                                | 2 – 1                                                                 | Rep. Ceca                                                             | Amichevole                                                            | -                                                                     |                                                                       |
| 3-9-2005                                                              | Solna                                                                 | Svezia                                                                | 3 – 0                                                                 | Bulgaria                                                              | Qual. Mondiali 2006                                                   | -                                                                     | 72’                                                                   |
| 8-10-2005                                                             | Zagabria                                                              | Croazia                                                               | 1 – 0                                                                 | Svezia                                                                | Qual. Mondiali 2006                                                   | -                                                                     | 71’                                                                   |
| 12-10-2005                                                            | Stoccolma                                                             | Svezia                                                                | 3 – 1                                                                 | Islanda                                                               | Qual. Mondiali 2006                                                   | 1                                                                     | 74’                                                                   |
| 1-3-2006                                                              | Dublino                                                               | Irlanda                                                               | 3 – 0                                                                 | Svezia                                                                | Amichevole                                                            | -                                                                     | 61’                                                                   |
| 25-5-2006                                                             | Göteborg                                                              | Svezia                                                                | 0 – 0                                                                 | Finlandia                                                             | Amichevole                                                            | -                                                                     |                                                                       |
| 2-6-2006                                                              | Solna                                                                 | Svezia                                                                | 1 – 1                                                                 | Cile                                                                  | Amichevole                                                            | -                                                                     | 46’                                                                   |
| 10-6-2006                                                             | Dortmund                                                              | Trinidad e Tobago                                                     | 0 – 0                                                                 | Svezia                                                                | Mondiali 2006 - 1º turno                                              | -                                                                     | 78’                                                                   |
| 15-6-2006                                                             | Berlino                                                               | Svezia                                                                | 1 – 0                                                                 | Paraguay                                                              | Mondiali 2006 - 1º turno                                              | -                                                                     | 86’                                                                   |
| 20-6-2006                                                             | Colonia                                                               | Svezia                                                                | 2 – 2                                                                 | Inghilterra                                                           | Mondiali 2006 - 1º turno                                              | -                                                                     |                                                                       |
| 24-6-2006                                                             | Monaco di Baviera                                                     | Germania                                                              | 2 – 0                                                                 | Svezia                                                                | Mondiali 2006 - Ottavi di finale                                      | -                                                                     | 39’                                                                   |
| 16-8-2006                                                             | Gelsenkirchen                                                         | Germania                                                              | 3 – 0                                                                 | Svezia                                                                | Amichevole                                                            | -                                                                     |                                                                       |
| 2-9-2006                                                              | Riga                                                                  | Lettonia                                                              | 0 – 1                                                                 | Svezia                                                                | Qual. Euro 2008                                                       | 1                                                                     | 71’                                                                   |
| 6-9-2006                                                              | Göteborg                                                              | Svezia                                                                | 3 – 1                                                                 | Liechtenstein                                                         | Qual. Euro 2008                                                       | -                                                                     | 57’                                                                   |
| 7-10-2006                                                             | Stoccolma                                                             | Svezia                                                                | 2 – 0                                                                 | Spagna                                                                | Qual. Euro 2008                                                       | -                                                                     | 75’                                                                   |
| 11-10-2006                                                            | Reykjavík                                                             | Islanda                                                               | 1 – 2                                                                 | Svezia                                                                | Qual. Euro 2008                                                       | 1                                                                     |                                                                       |
| 7-2-2007                                                              | Il Cairo                                                              | Egitto                                                                | 2 – 0                                                                 | Svezia                                                                | Amichevole                                                            | -                                                                     | 66’                                                                   |
| 28-3-2007                                                             | Belfast                                                               | Irlanda del Nord                                                      | 2 – 1                                                                 | Svezia                                                                | Qual. Euro 2008                                                       | -                                                                     | 46’                                                                   |
| 22-8-2007                                                             | Göteborg                                                              | Svezia                                                                | 1 – 0                                                                 | Stati Uniti                                                           | Amichevole                                                            | 1                                                                     | 32’                                                                   |
| 8-9-2007                                                              | Solna                                                                 | Svezia                                                                | 0 – 0                                                                 | Danimarca                                                             | Qual. Euro 2008                                                       | -                                                                     | 69’                                                                   |
| 12-9-2007                                                             | Podgorica                                                             | Montenegro                                                            | 1 – 2                                                                 | Svezia                                                                | Amichevole                                                            | -                                                                     | 48’ 66’                                                               |
| 13-10-2007                                                            | Vaduz                                                                 | Liechtenstein                                                         | 0 – 3                                                                 | Svezia                                                                | Qual. Euro 2008                                                       | -                                                                     | 39’                                                                   |
| 17-10-2007                                                            | Stoccolma                                                             | Svezia                                                                | 1 – 1                                                                 | Irlanda del Nord                                                      | Qual. Euro 2008                                                       | -                                                                     | 85’                                                                   |
| 17-11-2007                                                            | Madrid                                                                | Spagna                                                                | 3 – 0                                                                 | Svezia                                                                | Qual. Euro 2008                                                       | -                                                                     | 46’                                                                   |
| 21-11-2007                                                            | Stoccolma                                                             | Svezia                                                                | 2 – 1                                                                 | Lettonia                                                              | Qual. Euro 2008                                                       | 1                                                                     |                                                                       |
| 6-2-2008                                                              | Istanbul                                                              | Turchia                                                               | 0 – 0                                                                 | Svezia                                                                | Amichevole                                                            | -                                                                     |                                                                       |
| 26-3-2008                                                             | Londra                                                                | Brasile                                                               | 1 – 0                                                                 | Svezia                                                                | Amichevole                                                            | -                                                                     |                                                                       |
| 1-6-2008                                                              | Solna                                                                 | Svezia                                                                | 0 – 1                                                                 | Ucraina                                                               | Amichevole                                                            | -                                                                     |                                                                       |
| 14-6-2008                                                             | Innsbruck                                                             | Svezia                                                                | 1 – 2                                                                 | Spagna                                                                | Euro 2008 - 1º turno                                                  | -                                                                     | 87’                                                                   |
| 18-6-2008                                                             | Innsbruck                                                             | Russia                                                                | 2 – 0                                                                 | Svezia                                                                | Euro 2008 - 1º turno                                                  | -                                                                     | 56’                                                                   |
| 20-8-2008                                                             | Göteborg                                                              | Svezia                                                                | 2 – 3                                                                 | Francia                                                               | Amichevole                                                            | 1                                                                     |                                                                       |
| 6-9-2008                                                              | Tirana                                                                | Albania                                                               | 0 – 0                                                                 | Svezia                                                                | Qual. Mondiali 2010                                                   | -                                                                     | 84’                                                                   |
| 10-9-2008                                                             | Solna                                                                 | Svezia                                                                | 2 – 1                                                                 | Ungheria                                                              | Qual. Mondiali 2010                                                   | 1                                                                     |                                                                       |
| 11-10-2008                                                            | Solna                                                                 | Svezia                                                                | 0 – 0                                                                 | Portogallo                                                            | Qual. Mondiali 2010                                                   | -                                                                     |                                                                       |
| 19-11-2008                                                            | Amsterdam                                                             | Paesi Bassi                                                           | 3 – 1                                                                 | Svezia                                                                | Amichevole                                                            | 1                                                                     | 46’                                                                   |
| 11-2-2009                                                             | Graz                                                                  | Austria                                                               | 0 – 2                                                                 | Svezia                                                                | Amichevole                                                            | 1                                                                     | 76’                                                                   |
| 28-3-2009                                                             | Porto                                                                 | Portogallo                                                            | 0 – 0                                                                 | Svezia                                                                | Qual. Mondiali 2010                                                   | -                                                                     |                                                                       |
| 6-6-2009                                                              | Solna                                                                 | Svezia                                                                | 0 – 1                                                                 | Danimarca                                                             | Qual. Mondiali 2010                                                   | -                                                                     | 43’                                                                   |
| 10-6-2009                                                             | Göteborg                                                              | Svezia                                                                | 4 – 0                                                                 | Malta                                                                 | Qual. Mondiali 2010                                                   | 1                                                                     |                                                                       |
| 12-8-2009                                                             | Stoccolma                                                             | Svezia                                                                | 1 – 0                                                                 | Finlandia                                                             | Amichevole                                                            | -                                                                     | 79’                                                                   |
| 5-9-2009                                                              | Budapest                                                              | Ungheria                                                              | 1 – 2                                                                 | Svezia                                                                | Qual. Mondiali 2010                                                   | -                                                                     |                                                                       |
| 9-9-2009                                                              | Ta' Qali                                                              | Malta                                                                 | 0 – 1                                                                 | Svezia                                                                | Qual. Mondiali 2010                                                   | -                                                                     |                                                                       |
| 10-10-2009                                                            | Copenaghen                                                            | Danimarca                                                             | 1 – 0                                                                 | Svezia                                                                | Qual. Mondiali 2010                                                   | -                                                                     |                                                                       |
| 14-10-2009                                                            | Stoccolma                                                             | Svezia                                                                | 4 – 1                                                                 | Albania                                                               | Qual. Mondiali 2010                                                   | -                                                                     | 21’                                                                   |
| 3-3-2010                                                              | Swansea                                                               | Galles                                                                | 0 – 1                                                                 | Svezia                                                                | Amichevole                                                            | -                                                                     | 18’                                                                   |
| 29-5-2010                                                             | Stoccolma                                                             | Svezia                                                                | 4 – 2                                                                 | Bosnia ed Erzegovina                                                  | Amichevole                                                            | -                                                                     | 75’                                                                   |
| 11-8-2010                                                             | Solna                                                                 | Svezia                                                                | 3 – 0                                                                 | Scozia                                                                | Amichevole                                                            | -                                                                     | 46’                                                                   |
| 3-9-2010                                                              | Solna                                                                 | Svezia                                                                | 2 – 0                                                                 | Ungheria                                                              | Qual. Euro 2012                                                       | -                                                                     | 33’                                                                   |
| 7-9-2010                                                              | Malmö                                                                 | Svezia                                                                | 6 – 0                                                                 | San Marino                                                            | Qual. Euro 2012                                                       | -                                                                     |                                                                       |
| 12-10-2010                                                            | Amsterdam                                                             | Paesi Bassi                                                           | 4 – 1                                                                 | Svezia                                                                | Qual. Euro 2012                                                       | -                                                                     | 54’                                                                   |
| 17-11-2010                                                            | Göteborg                                                              | Svezia                                                                | 0 – 0                                                                 | Germania                                                              | Amichevole                                                            | -                                                                     | 50’ 88’                                                               |
| 9-2-2011                                                              | Nicosia                                                               | Svezia                                                                | 1 – 1 dts (5 – 6 dtr)                                                 | Ucraina                                                               | Amichevole                                                            | -                                                                     | 44’                                                                   |
| 29-3-2011                                                             | Solna                                                                 | Svezia                                                                | 2 – 1                                                                 | Moldavia                                                              | Qual. Euro 2012                                                       | -                                                                     | 88’                                                                   |
| 3-6-2011                                                              | Chișinău                                                              | Moldavia                                                              | 1 – 4                                                                 | Svezia                                                                | Qual. Euro 2012                                                       | -                                                                     |                                                                       |
| 7-6-2011                                                              | Solna                                                                 | Svezia                                                                | 5 – 0                                                                 | Finlandia                                                             | Qual. Euro 2012                                                       | 1                                                                     | 89’                                                                   |
| 10-8-2011                                                             | Charkiv                                                               | Ucraina                                                               | 0 – 1                                                                 | Svezia                                                                | Amichevole                                                            | -                                                                     | 46’                                                                   |
| 2-9-2011                                                              | Budapest                                                              | Ungheria                                                              | 2 – 1                                                                 | Svezia                                                                | Qual. Euro 2012                                                       | -                                                                     | 88’                                                                   |
| 6-9-2011                                                              | Serravalle                                                            | San Marino                                                            | 0 – 5                                                                 | Svezia                                                                | Qual. Euro 2012                                                       | 1                                                                     |                                                                       |
| 7-10-2011                                                             | Helsinki                                                              | Finlandia                                                             | 1 – 2                                                                 | Svezia                                                                | Qual. Euro 2012                                                       | -                                                                     | 87’                                                                   |
| 11-10-2011                                                            | Stoccolma                                                             | Svezia                                                                | 3 – 2                                                                 | Paesi Bassi                                                           | Qual. Euro 2012                                                       | 1                                                                     |                                                                       |
| 11-11-2011                                                            | Copenaghen                                                            | Danimarca                                                             | 2 – 0                                                                 | Svezia                                                                | Amichevole                                                            | -                                                                     | 46’                                                                   |
| 15-11-2011                                                            | Londra                                                                | Inghilterra                                                           | 1 – 0                                                                 | Svezia                                                                | Amichevole                                                            | -                                                                     | 70’                                                                   |
| 29-2-2012                                                             | Zagabria                                                              | Croazia                                                               | 1 – 3                                                                 | Svezia                                                                | Amichevole                                                            | -                                                                     | 46’                                                                   |
| 30-5-2012                                                             | Göteborg                                                              | Svezia                                                                | 3 – 2                                                                 | Islanda                                                               | Amichevole                                                            | -                                                                     | 46’                                                                   |
| 5-6-2012                                                              | Solna                                                                 | Svezia                                                                | 2 – 1                                                                 | Serbia                                                                | Amichevole                                                            | -                                                                     |                                                                       |
| 11-6-2012                                                             | Kiev                                                                  | Ucraina                                                               | 2 – 1                                                                 | Svezia                                                                | Euro 2012 - 1º turno                                                  | -                                                                     | 50’                                                                   |
| 15-6-2012                                                             | Kiev                                                                  | Svezia                                                                | 2 – 3                                                                 | Inghilterra                                                           | Euro 2012 - 1º turno                                                  | -                                                                     |                                                                       |
| 19-6-2012                                                             | Kiev                                                                  | Svezia                                                                | 2 – 0                                                                 | Francia                                                               | Euro 2012 - 1º turno                                                  | -                                                                     |                                                                       |
| 12-10-2012                                                            | Tórshavn                                                              | Fær Øer                                                               | 1 – 2                                                                 | Svezia                                                                | Qual. Mondiali 2014                                                   | -                                                                     | 62’                                                                   |
| 16-10-2012                                                            | Berlino                                                               | Germania                                                              | 4 – 4                                                                 | Svezia                                                                | Qual. Mondiali 2014                                                   | -                                                                     | 46’                                                                   |
| 14-11-2012                                                            | Solna                                                                 | Svezia                                                                | 4 – 2                                                                 | Inghilterra                                                           | Amichevole                                                            | -                                                                     | 61’                                                                   |
| 6-2-2013                                                              | Solna                                                                 | Svezia                                                                | 2 – 3                                                                 | Argentina                                                             | Amichevole                                                            | -                                                                     | 77’                                                                   |
| 22-3-2013                                                             | Solna                                                                 | Svezia                                                                | 0 – 0                                                                 | Irlanda                                                               | Qual. Mondiali 2014                                                   | -                                                                     | 100ª presenza                                                         |
| 3-6-2013                                                              | Malmö                                                                 | Svezia                                                                | 1 – 0                                                                 | Macedonia                                                             | Amichevole                                                            | -                                                                     |                                                                       |
| 7-6-2013                                                              | Vienna                                                                | Austria                                                               | 2 – 1                                                                 | Svezia                                                                | Qual. Mondiali 2014                                                   | -                                                                     | 70’                                                                   |
| 11-6-2013                                                             | Solna                                                                 | Svezia                                                                | 2 – 0                                                                 | Fær Øer                                                               | Qual. Mondiali 2014                                                   | -                                                                     | 58’                                                                   |
| 10-9-2013                                                             | Astana                                                                | Kazakistan                                                            | 0 – 1                                                                 | Svezia                                                                | Qual. Mondiali 2014                                                   | -                                                                     | 87’                                                                   |
| 11-10-2013                                                            | Solna                                                                 | Svezia                                                                | 2 – 1                                                                 | Austria                                                               | Qual. Mondiali 2014                                                   | -                                                                     | 73’                                                                   |
| 15-10-2013                                                            | Solna                                                                 | Svezia                                                                | 3 – 5                                                                 | Germania                                                              | Qual. Mondiali 2014                                                   | -                                                                     |                                                                       |
| 15-11-2013                                                            | Lisbona                                                               | Portogallo                                                            | 1 – 0                                                                 | Svezia                                                                | Qual. Mondiali 2014                                                   | -                                                                     | 78’                                                                   |
| 19-11-2013                                                            | Solna                                                                 | Svezia                                                                | 2 – 3                                                                 | Portogallo                                                            | Qual. Mondiali 2014                                                   | -                                                                     | 69’                                                                   |
| 28-5-2014                                                             | Copenaghen                                                            | Danimarca                                                             | 1 – 0                                                                 | Svezia                                                                | Amichevole                                                            | -                                                                     | 50’ 84’                                                               |
| 1-6-2014                                                              | Solna                                                                 | Svezia                                                                | 0 – 2                                                                 | Belgio                                                                | Amichevole                                                            | -                                                                     | 46’                                                                   |
| 4-9-2014                                                              | Solna                                                                 | Svezia                                                                | 2 – 0                                                                 | Estonia                                                               | Amichevole                                                            | -                                                                     | 64’                                                                   |
| 8-9-2014                                                              | Vienna                                                                | Austria                                                               | 1 – 1                                                                 | Svezia                                                                | Qual. Euro 2016                                                       | -                                                                     | 80’ 85’                                                               |
| 9-10-2014                                                             | Solna                                                                 | Svezia                                                                | 1 – 1                                                                 | Russia                                                                | Qual. Euro 2016                                                       | -                                                                     | 86’                                                                   |
| 12-10-2014                                                            | Solna                                                                 | Svezia                                                                | 2 – 0                                                                 | Liechtenstein                                                         | Qual. Euro 2016                                                       | -                                                                     |                                                                       |
| 15-11-2014                                                            | Podgorica                                                             | Montenegro                                                            | 1 – 1                                                                 | Svezia                                                                | Qual. Euro 2016                                                       | -                                                                     | 87’                                                                   |
| 18-11-2014                                                            | Marsiglia                                                             | Francia                                                               | 1 – 0                                                                 | Svezia                                                                | Amichevole                                                            | -                                                                     | 46’                                                                   |
| 27-3-2015                                                             | Chișinău                                                              | Moldavia                                                              | 0 – 2                                                                 | Svezia                                                                | Qual. Euro 2016                                                       | -                                                                     |                                                                       |
| 31-3-2015                                                             | Solna                                                                 | Svezia                                                                | 3 – 1                                                                 | Iran                                                                  | Amichevole                                                            | -                                                                     | 74’                                                                   |
| 8-6-2015                                                              | Oslo                                                                  | Norvegia                                                              | 0 – 0                                                                 | Svezia                                                                | Amichevole                                                            | -                                                                     | 62’                                                                   |
| 14-6-2015                                                             | Solna                                                                 | Svezia                                                                | 3 – 1                                                                 | Montenegro                                                            | Qual. Euro 2016                                                       | -                                                                     | 67’ 72’                                                               |
| 8-9-2015                                                              | Solna                                                                 | Svezia                                                                | 1 – 4                                                                 | Austria                                                               | Qual. Euro 2016                                                       | -                                                                     |                                                                       |
| 9-10-2015                                                             | Vaduz                                                                 | Liechtenstein                                                         | 0 – 2                                                                 | Svezia                                                                | Qual. Euro 2016                                                       | -                                                                     | 48’                                                                   |
| 12-10-2015                                                            | Solna                                                                 | Svezia                                                                | 2 – 0                                                                 | Moldavia                                                              | Qual. Euro 2016                                                       | -                                                                     | 57’                                                                   |
| 14-11-2015                                                            | Solna                                                                 | Svezia                                                                | 2 – 1                                                                 | Danimarca                                                             | Qual. Euro 2016                                                       | -                                                                     |                                                                       |
| 17-11-2015                                                            | Copenaghen                                                            | Danimarca                                                             | 2 – 2                                                                 | Svezia                                                                | Qual. Euro 2016                                                       | -                                                                     | 69’                                                                   |
| 24-3-2016                                                             | Antalya                                                               | Turchia                                                               | 2 – 1                                                                 | Svezia                                                                | Amichevole                                                            | -                                                                     | 55’ 71’                                                               |
| 29-3-2016                                                             | Solna                                                                 | Svezia                                                                | 1 – 1                                                                 | Rep. Ceca                                                             | Amichevole                                                            | -                                                                     | 46’                                                                   |
| 5-6-2016                                                              | Solna                                                                 | Svezia                                                                | 3 – 0                                                                 | Galles                                                                | Amichevole                                                            | -                                                                     |                                                                       |
| 13-6-2016                                                             | Saint-Denis                                                           | Irlanda                                                               | 1 – 1                                                                 | Svezia                                                                | Euro 2016 - 1º turno                                                  | -                                                                     |                                                                       |
| 17-6-2016                                                             | Tolosa                                                                | Italia                                                                | 1 – 0                                                                 | Svezia                                                                | Euro 2016 - 1º turno                                                  | -                                                                     |                                                                       |
| 22-6-2016                                                             | Nizza                                                                 | Svezia                                                                | 0 – 1                                                                 | Belgio                                                                | Euro 2016 - 1º turno                                                  | -                                                                     |                                                                       |
| Totale                                                                |                                                                       | Presenze (5º posto)                                                   | 131                                                                   |                                                                       | Reti                                                                  | 16                                                                    |                                                                       |

## Palmarès
- Campionato di calcio svedese: 2

Djurgården: 2002, 2003
- Coppa di Svezia: 1

Djurgården: 2002
- Campionato francese: 2

Olympique Lione: 2006-2007, 2007-2008
- Supercoppa francese: 2

Olympique Lione: 2006, 2007
- Coppa di Francia: 2

Olympique Lione: 2007-2008, 2011-2012
- Coppa d'Inghilterra: 1

Arsenal: 2013-2014